# Джанфранко Фини
Джанфранко Фини (на италиански: Gianfranco Fini) е италиански политик, бивш вицепремиер, министър на външните работи и лидер на неофашистката партия Италианско социално движение (МСИ).

## Биография
Фини е роден на 3 януари 1952 г. в Болоня. Неговият дядо е комунистически активист, почива през 1970 г. Баща му Арджендио „Серджо“ Фини (1923 - 1998) е доброволец в Италианската социална република (марионетна фашистка държава в Северна Италия, съюзена с Нацистка Германия през 1943 - 1945 г.), като той по-късно обявява, че се чувства близо до Италианската социалдемократическа партия, но се оттегля от политическата си дейност, след като синът му се включва в Италианското социално движение.
Майка му Ерминиа Марани (1926 – 2008) е дъщеря на Антонио Марани, който участва заедно с Итало Балбо в похода към Рим, който бележи началото на фашизма през 1922 г. Името Джанфранко е избрано за възпоменание на братовчед, убит, когато е на 20 години от партизани, скоро след освобождението на Северна Италия на 25 април 1945 г.
През 80-те години той се запознава с Даниела Ди Сото, омъжена за Серджо Мариани, приятел и партиен функционер. Г-жа Ди Сото разваля брака си, за да остане с Фини. Мариани се опитва да се самоубие скоро след това. През 1985 г. се ражда единствената им дъщеря Джулиана. Фини и Ди Сото се женят на гражданска церемония в Марино през 1988 г. Те се развеждат през 2007 г.
Пет месеца след раздялата му се разкрива връзката му с адвокат Елизабета Тулиани. През декември 2007 г. им се ражда дъщеря Каролина. Втората им дъщеря се нарича Мартина.

## Политическа кариера

### МСИ
Джанфранко Фини посещава гимназия „Лаура Баси“ в Болоня. Първата му известна ангажираност с политиката се случва през 1968 г., когато 16-годишният Фини участва в сблъсъци с комунистически активисти, сред които протест пред кино срещу филма „Зелените барети“ на Джон Уейн. По това време той се включва в Италианско социално движение (МСИ) – неофашистка политическа партия. След това започва политическата си кариера в „Младежки фронт“, младежката организация на МСИ.
Три години по-късно се премества със семейството си в Рим. През август 1976 г. той отбива военната си служба в Савона, после в Рим в Министерството на отбраната. През 1977 г. става национален секретар на „Младежки фронт“, избран от Джорджо Алмиранте, а партията вече носи името Италианско социално движение – Национална десница.
Междувременно Фини също завършва педагогика от университета „Ла Сапиенца“ в Рим. Той също така сътрудничи на вестника на партията Il Secolo d'Italia, заедно с младежкото списание Dissenso.
Фини е избран за първи път в Камарата на депутатите на 26 юни 1983 г. като член на МСИ. Преизбран е през 1987 г., а през септември е номиниран от Алмиранте за негов приемник като лидер на партията.
През 2009 г. се оказва, че още през 1980 г. Алмиранте е определил Фини като част от група млади италианци, които са били „млади, нефашисти, не носталгични, които вярват, както правя досега, в тези институции, в тази конституция. Защото само по този начин МСИ може да има бъдеще“.

### От МСИ към Националния алианс
Джорджо Алмиранте умира през май 1988 г., а на конгреса на партията в Соренто с. г. Фини побеждава дясното крило на партията, начело с Пино Раути, и е избран за партиен водач. Той остава в националния секретариат на МСИ до януари 1990 г., когато на следващия партиен конгрес в Римини е избран Пино Раути. Но през юли 1991 г., след тежко избирателно поражение на административните и регионалните избори в Сицилия, Фини се завръща в ролята си на лидер. Той заема този пост до разпадането на партията през 1995 г.
По време на своето ръководство, той потвърждава ролята на МСИ като наследник на фашизма на Бенито Мусолини с редица прослойни изявления, включително: „Скъпи другари, МСИ твърди, че има правото да се позове на фашизма“ (1988); „След почти половин век идеята за фашизма е жива“(1992); „Мусолини е най-големият италиански държавник на ХХ век“, „Фашизмът има традиция на честност, коректност и добро управление“ (1994).
През есента на 1993 г. Фини се кандидатира за кмет на Рим, спечелвайки достатъчно гласове, за да участва на бараж, където губи от Франческо Рулели. Въпреки това, за първи път кандидатът на МСИ получава значителна подкрепа в мащабни избори. Силвио Берлускони, предприемач, но не замесен в политиката, потвърждава по този повод предпочитанието си към Фини: „Ако трябваше да гласувам в Рим, предпочитанията ми ще отидат при Фини“.
След избирането на Берлускони през 1994 г., за първи път в политическата история на Италия, италианското правителство включва четирима министри от партията МСИ, включително и вицепремиера Джузепе Татарела, въпреки че Фини не участва пряко като министър.
През 90-те години Фини постепенно започва да отдръпва на далеч МСИ от неофашистката идеология в по-традиционно консервативна политическа програма. През януари 1995 г. конгресът на партията във Фиуджи бележи радикална промяна, след което се споменава като повратната точка на Фиуджи и обединява МСИ с консервативните елементи на закрити християндемократи, за да формира Национален алианс (АН), на които Фини поема председателството.
Новата партия взима решителна позиция, дистанцираща се от фашизма и забранява неговият поздрав. Някои членове на МСИ (Пино Раути, Ера, Стаити) се отказват и се отделят за да формират новата партия Трицветен пламък.

### Правителствен опит
Фини и неговата партия са част от дясната коалиция на Берлускони, която печели парламентарните избори през 1994 и 2001 г. Фини става заместник министър-председател през 2001 г. и външен министър през ноември 2004 г.
От февруари 2002 г. до 2006 г. той представлява италианското правителство на Европейската конвенция. След общите избори през април 2008 г., Фини е избран за председател на Камарата на депутатите на 30 април 2008 г. на четвъртото гласуване, като получава 355 гласа.
Най-известните му законодателни актове са:
- Законът „Боси-Фини“, ограничителен закон за имиграцията;
- Законът „Фини-Джованарди“ (2006), ограничителен закон за наркотиците. Действието премахва всяко различие между меките наркотици (канабис) и твърдите наркотици (хероин, кокаин), като наказва потребителя на базата на количеството активен ингредиент в дозата. Като административни санкции, личната употреба на наркотици се наказва с глоба и спиране на паспорта, свидетелството за управление и / или разрешението за притежание на оръжие. Отглеждането на едно растение се наказва с 1 до 6 години лишаване от свобода.

### От Национален алианс до Народът на свободата
След известно разминаване между партийните фракции през 2005 г., конгресът разбива фракциите и потвърждава Фини за лидер на партията.
През 2006 г. Фини обявява премахването на символа на пламъка и абревиетурата „М.С.И.“ от логото на Национален алианс. Този ход, след като се изправя срещу опозицията на членове на партията, като например Маурицио Гаспари, е отхвърлен.
Фини започва лична еволюция към по-социално либерални позиции през 2000-те, независимо от опозицията на останалата част от партията. В частност:
- През 2005 г. той обявява положителен вот (трима да, един не) на референдум за изкуствено осеменяване, насочен към премахване на някои ограничения, въведени със Закон № 40/2004 на същия кабинет Берлускони II.
- През декември 2006 г. той обявява, че ще подкрепи общественото признаване на гражданските съюзи, включително и на хомосексуалистите, въпреки че в опозиция на централно-лявото правителство предлага законопроект по темата.
- В края на януари 2007 г. Берлускони заявява, че Фини ще бъде единственият му наследник в случай на обединение на дясноцентристки партии, предизвиквайки несъгласие от Северната лига и Съюза на християните и центровите демократи.

През 2007 г. Берлускони обявява разпускането на партията си Форца Италия и раждането на нова единна партия Народът на свободата. Първоначално Фини реагира студено, заявявайки, че АН няма да участва, като преценява начина, по който новата партия се е родила като объркана и повърхностна, и изразявайки открито несъгласие срещу своя съюзник от бившата коалиция.
Обаче два месеца по-късно, той се сближава отново с Берлускони, скоро след падането на кабинета "Проди II". Те се съгласяват да представят двете партии, под името Народът на свободата на парламентарните избори през април 2008 г., а след това да се придвижат към единна дясноцентристка партия.
След избирателната победа на 30 април 2008 г., след четири кръга на гласуване, Фини е избран за председател (говорител) на Камарата на депутатите с 335 гласа от общо 611 души. След това той подава оставка от председателството на АН в очакване на обединение с Народът на свободата. В рамките на тази нова партия, Фини става виден „наследник на Берлускони“.
В ролята си на председател на Камарата, той повече от веднъж порицава правителството, критикувайки широкото им използване на доверието. Той е смятан за умерена сила между правителството на Берлускони и президента на републиката, в крайна сметка предполагайки, че Берлускони трябва да се оттегли.
Фини се бори срещу лошите практики на отсъствие и двойно гласуване от депутатите в италианския парламент, насърчавайки системата за цифрово гласуване (която се прилага от март 2009 г.), за да не позволи на други депутати да гласуват вместо отсъстващи членове, като я преценят за „неморална“.
Той също така отрицателно преценява желанието на правителството на Берлускони да се намеси с декрет в случая на Елуана Енгларо и подкрепя необходимостта от защита на секуларизма на държавата, след което е критикуван от членове на собствената му партия. Той става все по-критичен към правителствената платформа, която смята за твърде пристрастена към крайнодясната федералистка коалиционна партия Северна лига. Това води до конфликт със самия Берлускони.
Той основава парламентарната група "Futuro e libertà per l'Italia" („Бъдеще и свобода за Италия“), с надеждата да създаде „трети полюс“ в центъра, подобно на това, което Фердинандо Казини прави със Съюза на Центъра (2002). На италианските общи избори през 2013 г. Бъдеще и свобода получава само 0,5% от гласовете и по този начин не получава места в Камарата на депутатите, което прекратява 30-годишната парламентарна кариера на Фини.